# Ham-en-Artois

Ham-en-Artois este o comună în departamentul Pas-de-Calais, Franța. În 1 ianuarie 2022 avea o populație de 947 de locuitori.